# Taiheiyō no kiseki –fokkusu to yobareta otoko
Taiheiyō no kiseki –fokkusu to yobareta otoko  (太平洋の奇跡 -フォックスと呼ばれた男 El milagro del Pacífico: el hombre llamado zorro?) es una película bélica del año 2011, dirigida por Hideyuki Hirayama y protagonizada por Yutaka Takenouchi, Sean McGowan, Mao Inoue y Daniel Baldwin. La película tiene un guion de Takuya Nishioka y Gregory Marquette, basado en la novela de Don Jones.

## Sinopsis
La película trata sobre Sakae Ōba (Yutaka Takenouchi), capitán del Ejército Imperial Japonés, que organizó la resistencia de la isla tras la Batalla de Saipán y la consiguiente invasión estadounidense en julio de 1944. Ōba se retiró a las montañas con un puñado de soldados y civiles y resistió incluso tres meses tras la rendición del Japón, hasta el 1 de diciembre de 1945.
Durante la Batalla de Saipán, el 7 de julio de 1944, el Capitán Ōba participa en una carga banzai en contra el Cuerpo de Marines de los Estados Unidos en la isla de Saipán. Es la mayor y última carga banzai de la Guerra del Pacífico, pero ésta falla y lo que resulta es en más de 4,000 muertes japonesas después de 15 horas de feroces combate cuerpo a cuerpo. Las fuerzas estadounidenses declaran la isla segura el 9 de julio, mientras que Ōba y un puñado de sobrevivientes se retiran a la jungla y comienzan una guerra al estilo guerrillero utilizando los 474 m s. n. m. del Monte Tapochau como base debido a su posición defensiva natural y alturas prominentes con vistas a cada posible enfoque.
Con solo 46 soldados y 200 civiles a su disposición, Ōba (apodado "el Zorro" por los estadounidenses debido a su astuta estrategia) resiste 512 días antes de rendirse el 1 de diciembre de 1945, después de tres meses después de la capitulación de Japón tras el bombardeo de Hiroshima y Nagasaki. Ōba marcha desde la montaña con sus sobrevivientes restantes cantando una canción "espíritu de infantería" (canción de infantería del Ejército Imperial Japonés) y presenta su katana al comandante estadounidense de manera formal y digna, la última resistencia organizada de las fuerzas japonesas de la Segunda Guerra Mundial.

## Elenco
- Yutaka Takenouchi como el Cap.Sakae Ōba
- Sean McGowan como el Cap. Lewis
- Mao Inoue como Chieko Aono.
- Takayuki Yamada como Toshio Kitani.
- Tomoko Nakajima como Haruko Okuno.
- Yoshinori Okada como Saburo Bito.
- Sadao Abe como Suekichi Motoki.
- Daniel Baldwin como el Coronel Pollard.
- Treat Williams como el Coronel Wessinger.
- Toshiaki Karasawa como Horiuchi.
- Russell Geoffrey Banks como un soldado estadounidense.